# Сіма (річка)
Сіма — річка у Ів'євському районі, Гродненська область, Білорусь. Права притока річки Чапуньки (басейн Німану).

## Опис
Довжина річки 10 км. Формується безіменними струмками. Річище на всьому протязі каналізоване. Річка приймає стоки з меліоративних каналів.

## Розташування
Бере початок біля села Вікшняни. Тече переважно на південний схід і за 1,6 км на захід від села Яськавичі впадає у річку Чапуньку, праву притоку річки Березини.